# Nijō Tsunahira
Nijō Tsunahira (二条 綱平 1672 – 1732?) fue un kuge (cortesano) que actuó de regente durante la era Edo. Fue hijo de Kujō Kaneharu e hijo adoptivo de Nijō Mitsuhira.

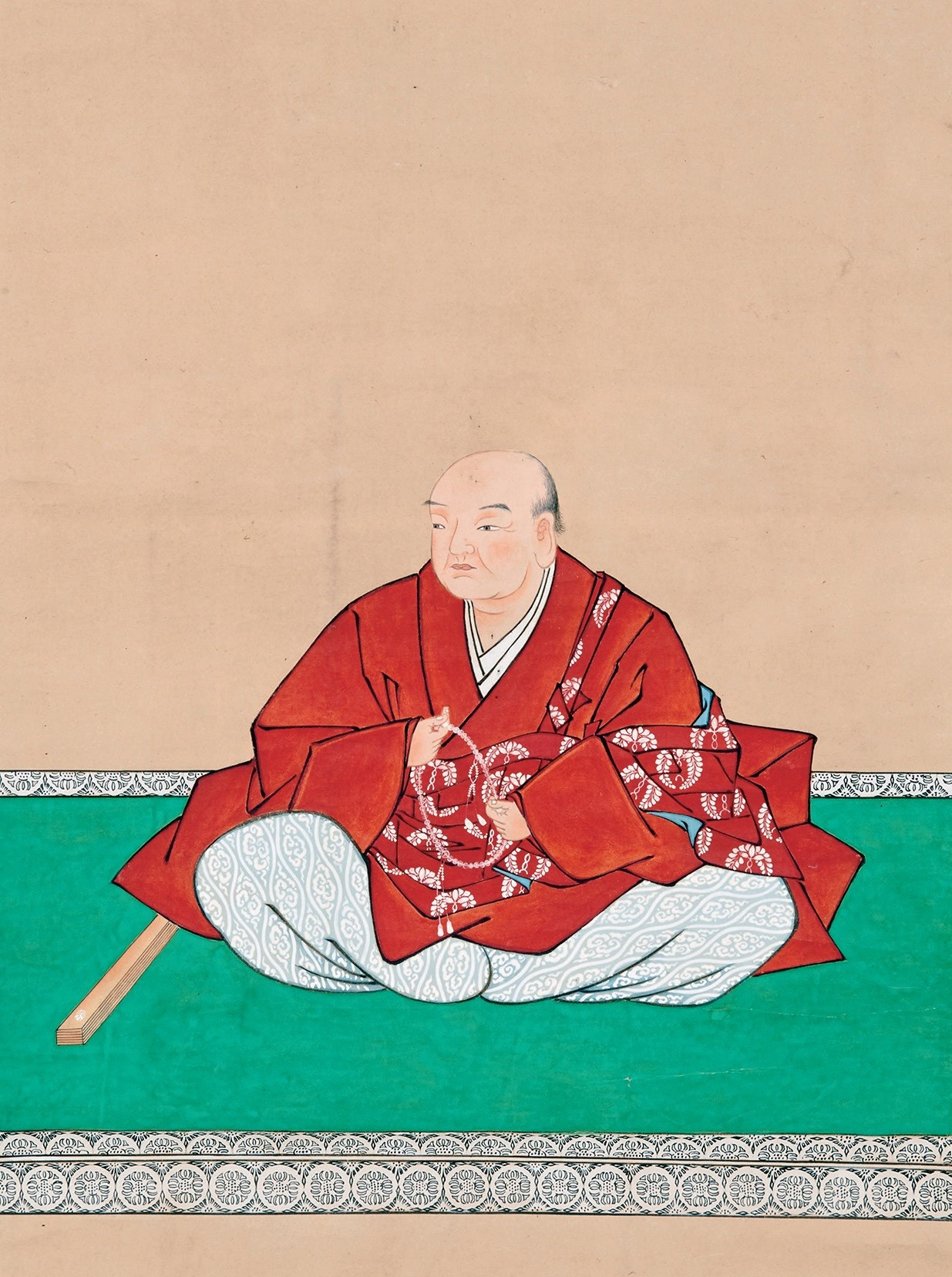
Dibujo de Nijō Tsunahira

Ocupó la posición de kanpaku del Emperador Nakamikado entre 1722 y 1726.
Contrajo matrimonio con una hija del Emperador Reigen y tuvieron como hijo a Nijō Yoshitada.